# 邱洛琳
邱洛琳（1937年6月—），女，江西人，中国妇产科专家，曾任第七、八届全国政协委员。